# Lago Grüner
El lago Grüner (en alemán: Grünersee) es un lago situado en el distrito rural de Osnabrück —junto a la frontera con el estado de Renania del Norte-Westfalia—, en el estado de Baja Sajonia (Alemania), a una elevación de 145 metros; tiene un área de 0.1 hectáreas. 

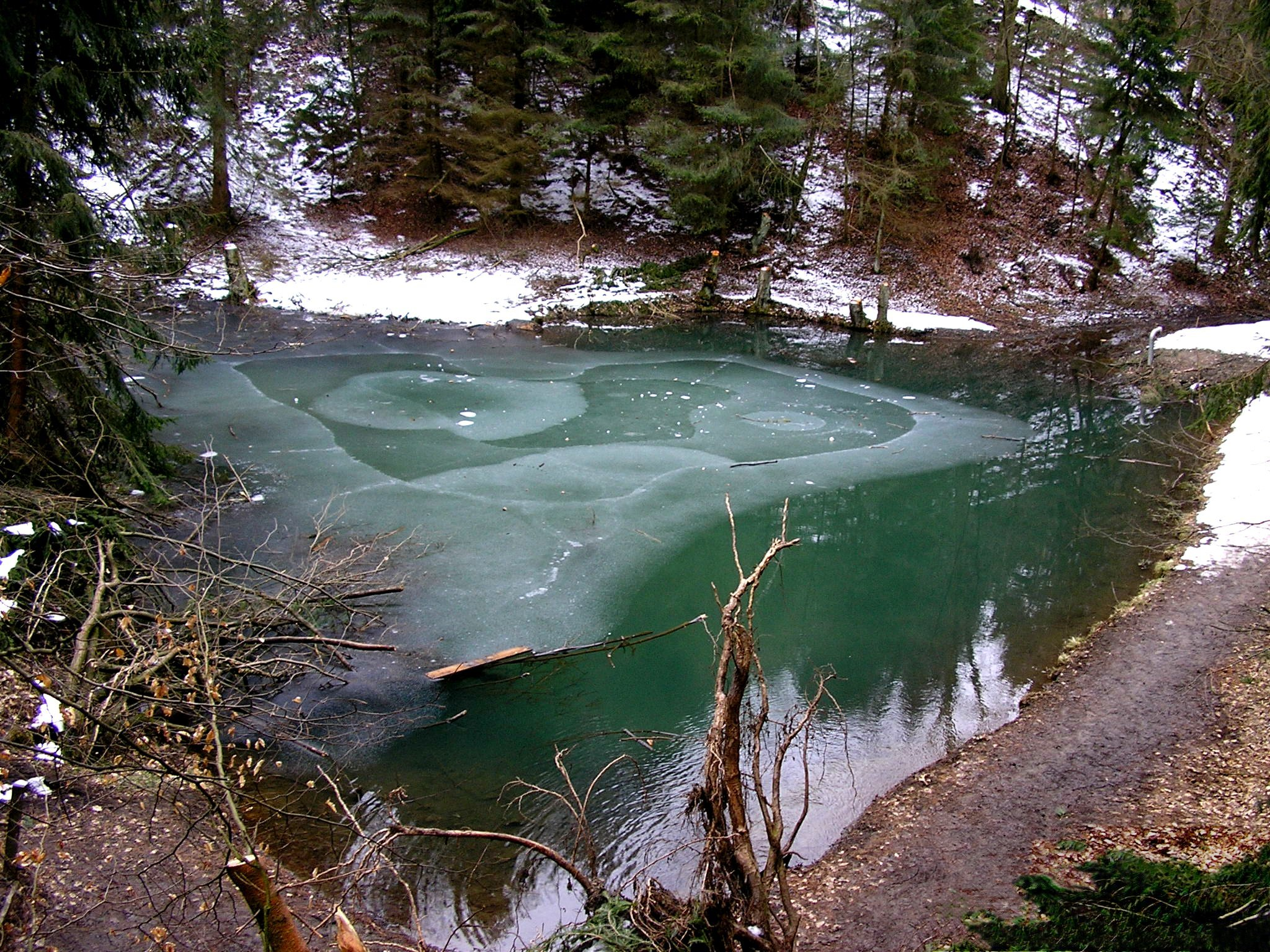